# Таран Семен Тимофійович
Семен Тимофійович Таран (1872, Пустовійти Канівський повіт, Київська губернія — до квітня 1911) — український державний діяч, депутат Державної думи I скликання від Київської губернії. 

## Життєпис
Походив із села Пустовійти Канівського повіту Київської губернії.  
Навчався в однокласному народному училищі, після чого займався самоосвітою.  
З 1893 по 1901 роки служив військовим писарем у Пензенському полку в Харкові.  
Пізніше працював рахівником в управлінні Харківсько-Миколаївської залізниці. Готувався до іспиту на атестат зрілості, але не здав його через хворобу.  
Продовжив самоосвіту. Читав Канта.  
У 1901 році повернувся на батьківщину, зайнявся землеробством.  
«Ні до якої партії не належить, але за переконаннями крайній лівий!»  
21 квітня 1906 року обраний до Державної думи I скликання від загального складу виборців Київських губернських виборчих зборів. Входив до Трудової групи і до бюро Української думської громади. Підписав законопроєкт про громадянську рівність. 
10 липня 1906 року у Виборзі підписав «Виборзьку відозву» і засуджений за ст. 129, ч. 1, п. П. 51 і 3 Кримінального уложення, засуджений до 3 місяців в'язниці і позбавлений права бути обраним. 
Подальша доля невідома. 
В одних джерелах повідомлялося, що Семена Тарана вже не було в живих у квітні 1911 року, однак в ювілейному збірнику 1916 року він не значився серед покійних. 